# 1619

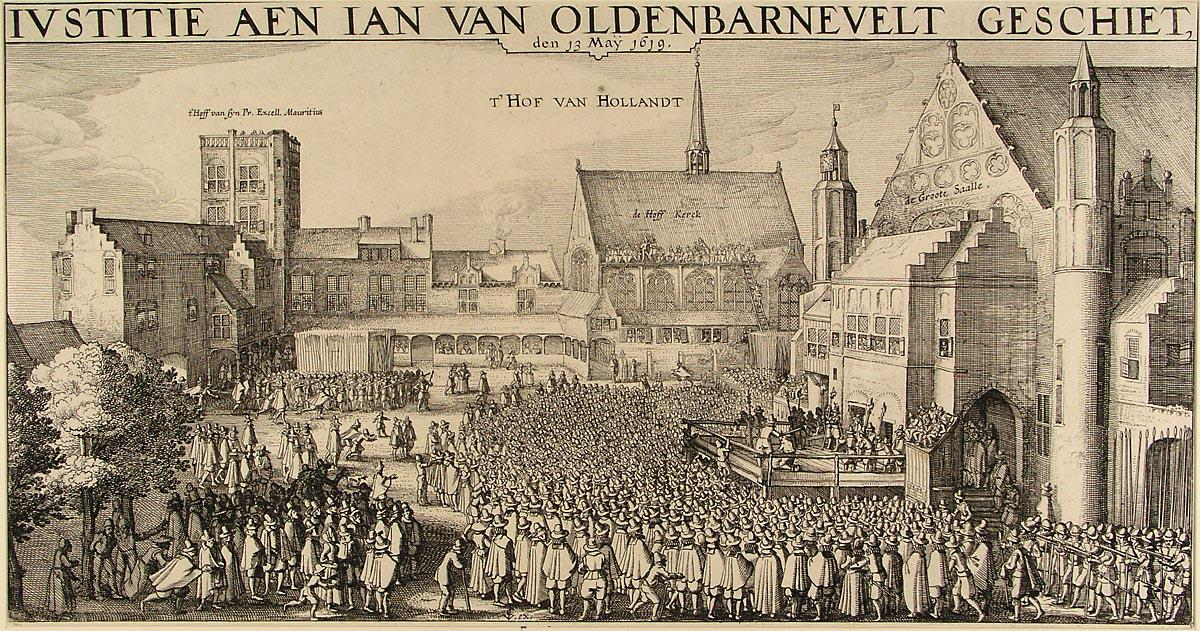
Onthoofding van Johan van Oldenbarnevelt, Claes Jansz. Visscher, 1619, Museum Boijmans Van Beuningen

Het jaar 1619 is het 19e jaar in de 17e eeuw volgens de christelijke jaartelling.

## Gebeurtenissen
januari
- 19 - Op de Synode van Dordrecht komt het tot een breuk in de Nederduits Gereformeerde Kerk. De synodevoorzitter ds. Bogerman stuurt de Remonstranten weg met de woorden "ite, ite" (gaat, gaat).

mei
- 8 - Begin van de slotzitting van de Synode van Dordrecht.
- 12 - Johan van Oldenbarnevelt, Rombout Hogerbeets en Hugo de Groot worden veroordeeld wegens hoogverraad. Gilles van Leedenberch wordt postuum ter dood veroordeeld. Zijn kist met lichaam wordt opgehangen aan de galg.
- 13 - Ondanks gratieverzoeken van de Franse gezant en Louise de Coligny, de weduwe van Willem van Oranje, wordt Johan van Oldenbarnevelt in Den Haag onthoofd op last van de Staten-Generaal.
- 25 - De Dordtse kerkorde wordt vastgesteld.
- 29 - De uit de Dordtse Synode weggestuurde Arminiaanse predikanten moeten alsnog de canons van de Dordtse kerkorde onderschrijven, of anders een "Acte van Stilstand" ondertekenen, waarin ze afzien van prediking en alle andere kerkelijke activiteiten, zoals onderwijs.
- 30 - Stichting van Batavia door Jan Pieterszoon Coen, de nieuwe gouverneur-generaal van Nederlands-Indië.

juni
- 6 - Hugo de Groot en Rombout Hoogerbeets worden gevangengezet en overgebracht naar slot Loevestein. Hier begint De Groot te schrijven aan een inleiding tot het Hollandse recht en zijn De veritate religionis Christianae.
- 10 - Slag bij Záblati in de Dertigjarige Oorlog. Het keizerlijke leger onder leiding van de graaf van Busquoy dwingt een leger van de Boheemse opstandelingen onder leiding van graaf Ernst van Mansfeld tot een veldslag in het Boheemse dorp Záblatí. De slag eindigt in een keizerlijke overwinning, waarbij het Boheemse leger wordt gedecimeerd.
- juni - De Nederlanders en de Engelsen sluiten een verdrag van defensie in Oost-Azië.

juli
- 29 - Op verzoek van koning Filips III van Spanje wordt zijn 10-jarige zoon Ferdinand van Oostenrijk verheven tot kardinaal van Toledo.
- 30 - In de Engelse kolonie Virginia wordt het House of Burgusses gevormd, het eerste parlement in Noord-Amerika.

augustus
- 20 - De eerste uit Afrika geïmporteerde slaven komen aan in Noord-Amerika in de kolonie Jamestown
- 26 - De standen van Bohemen kiezen de calvinistische keurvorst Frederik V van de Palts tot koning van Bohemen. Hij wordt daarmee de leider van het verzet tegen de katholieke aartshertog Ferdinand van Oostenrijk.

september
- 10 - Kasteel Limbricht wordt het bezit van Nicolaas van Breyll.

november
- 17 - Het schip van Willem IJsbrantsz. Bontekoe explodeert wanneer tijdens een brand het buskruit vlam vat. Schipper Bontekoe en een scheepsmaat ontkomen.

december
- 31 - De Republiek der Verenigde Nederlanden gaat diplomatieke betrekkingen aan met de Republiek Venetië.

zonder datum
- Nederlandse vluchtelingen richten in Antwerpen de Remonstrantse Broederschap op.
- Er is een pestepidemie in Brasschaat waardoor er maar 29 families overblijven.
- Nu ook de nieuwste geschriften van John Napier over de logaritme de decimale scheiding (punt of komma) gebruiken, wordt deze handige notatie voor een decimale breuk allengs gemeengoed.
- Johann Kepler geeft zijn bewegingswetten uit waarbij hij steunt op de ontdekkingen van Tycho Brahe.

## Muziek
- Publicatie van het Zevende Boek Madrigalen (Concerto, Settimo libro di madrigali) van Claudio Monteverdi

## Beeldende kunst

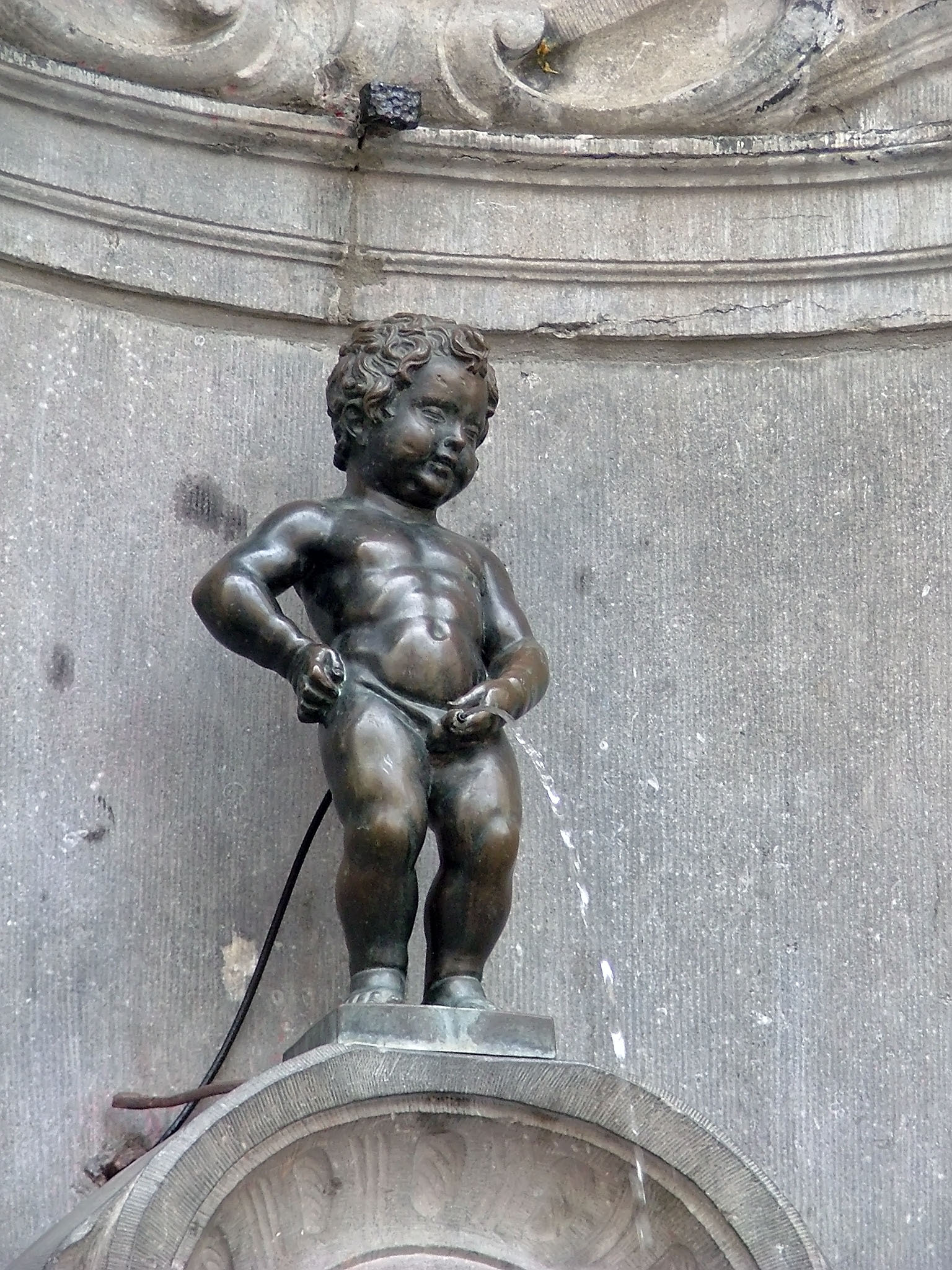
Manneken Pis (1619) Hiëronymus Duquesnoy de Oudere, Brussel
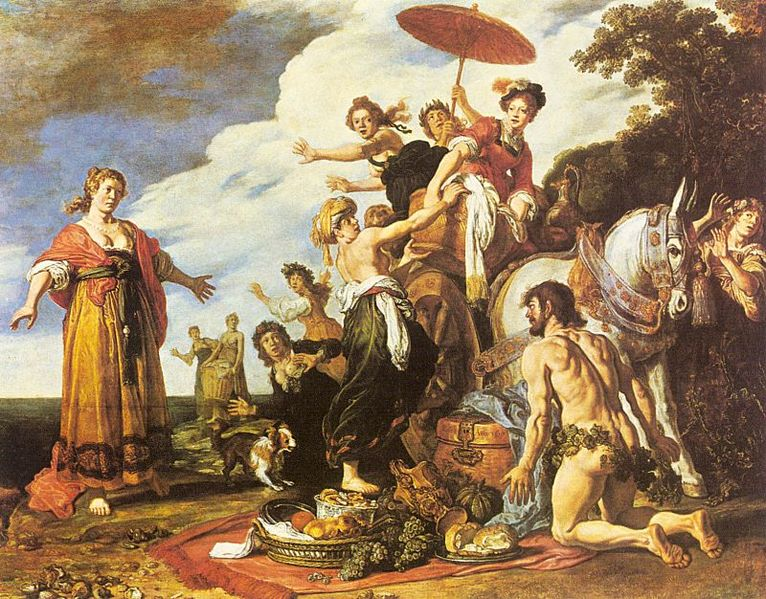
Odysseus en Nausicaa (1619) Pieter Lastman, Alte Pinakothek, München

## Bouwkunst

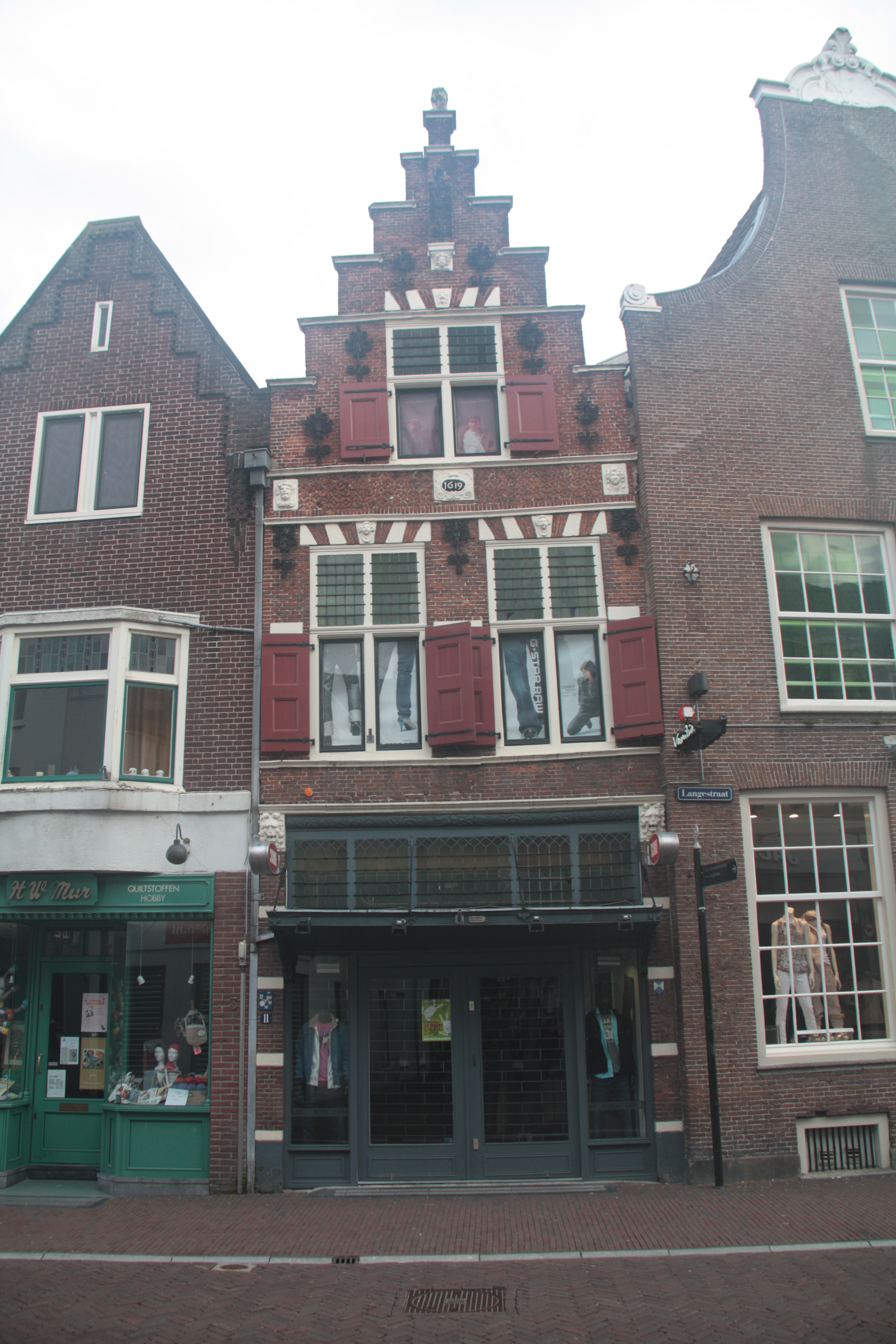
Woonhuis Langestraat 11 Amersfoort (1619)

## Geboren
maart
- 6 -  Cyrano de Bergerac, Frans schrijver, dichter en militair (overleden 1655)

april
- 11 - Abraham van der Hulst, Nederlands admiraal (overleden 1666)
- 21 - Jan van Riebeeck, stichter van de eerste Europese kolonie in Zuid-Afrika (overleden 1677)

augustus
- 6 - Barbara Strozzi, Italiaans componiste en zangeres (overleden 1677)

december
- 27 - Ruprecht van de Palts, hertog van Cumberland en graaf van Holderness, derde zoon van keurvorst Frederik V van de Palts en Elizabeth Stuart (overleden 1682)

datum onbekend
- Johann Rosenmüller, Duits componist (overleden 1684)
- Philippe Vleughels, Zuid-Nederlands kunstschilder (overleden 1694)

## Overleden
mei
- 13 - Johan van Oldenbarnevelt (71), Nederlands politicus (raadpensionaris)

oktober
- 14 - Samuel Daniel (±57), Engels dichter